# Чхе Джі Хун
Чхе Джі Хун (кор. 채지훈) — південнокорейський ковзаняр, спеціаліст з бігу на короткій доріжці, олімпійський чемпіон, багаторазовий чемпіон світу та призер чемпіонатів світу, чемпіон Універсіад та Азійських ігор.
Золоту олімпійську медаль та звання олімпійського чемпіона Чхе здобув у Ліллегаммері-1994 на дистанції 500 метрів. Там же він здобув срібло на дистанції 1000 метрів. На Олімпіаді в Нагано Чхе отримав друге срібло як член південнокорейської естафети на дистанції 5000 метрів. 
Після спортивної кар'єри Чхе захистив дисертацію і здобув ступінь доктора філософії, працював тренером національної збірної та в технічному комітету Міжнародного союзу ковзанярів. 

## Зовнішні посилання
- Досьє на www.sports-reference.com [Архівовано 11 грудня 2008 у Wayback Machine.]

## Виноски
1. 1 2  Lillehammer 1994 Official Report - Volume 3 (PDF). Lillehammer Olympic Organizing Committee. LA84 Foundation. 1994. Архів оригіналу (PDF) за 2 грудня 2010. Процитовано 16 січня 2014. [Архівовано 2 грудня 2010 у Wayback Machine.]
2. ↑  Nagano 1998 Official Report - Volume 3 (PDF). Nagano Olympics Organizing Committee. LA84 Foundation. 1998. Архів оригіналу (PDF) за 26 лютого 2008. Процитовано 16 січня 2014. [Архівовано 26 лютого 2008 у Wayback Machine.]